# Liste de drapeaux représentant un objet astronomique
Cet article décrit une liste de drapeaux représentant un ou plusieurs objets astronomiques sur leur dessin.

## Étoile
Voir aussi la liste de drapeaux représentant des étoiles pour les drapeaux utilisant des éléments en forme d'étoile ne faisant pas référence à une étoile réelle.

### Constellations

#### Croix du Sud
Voir la liste de drapeaux représentant la Croix du Sud, un grand nombre de drapeaux utilisant cette constellation dans leur dessin.

#### Autres constellations

Brésil

Exemples des Drapeaux des unités administratives de la dynastie Nguyen
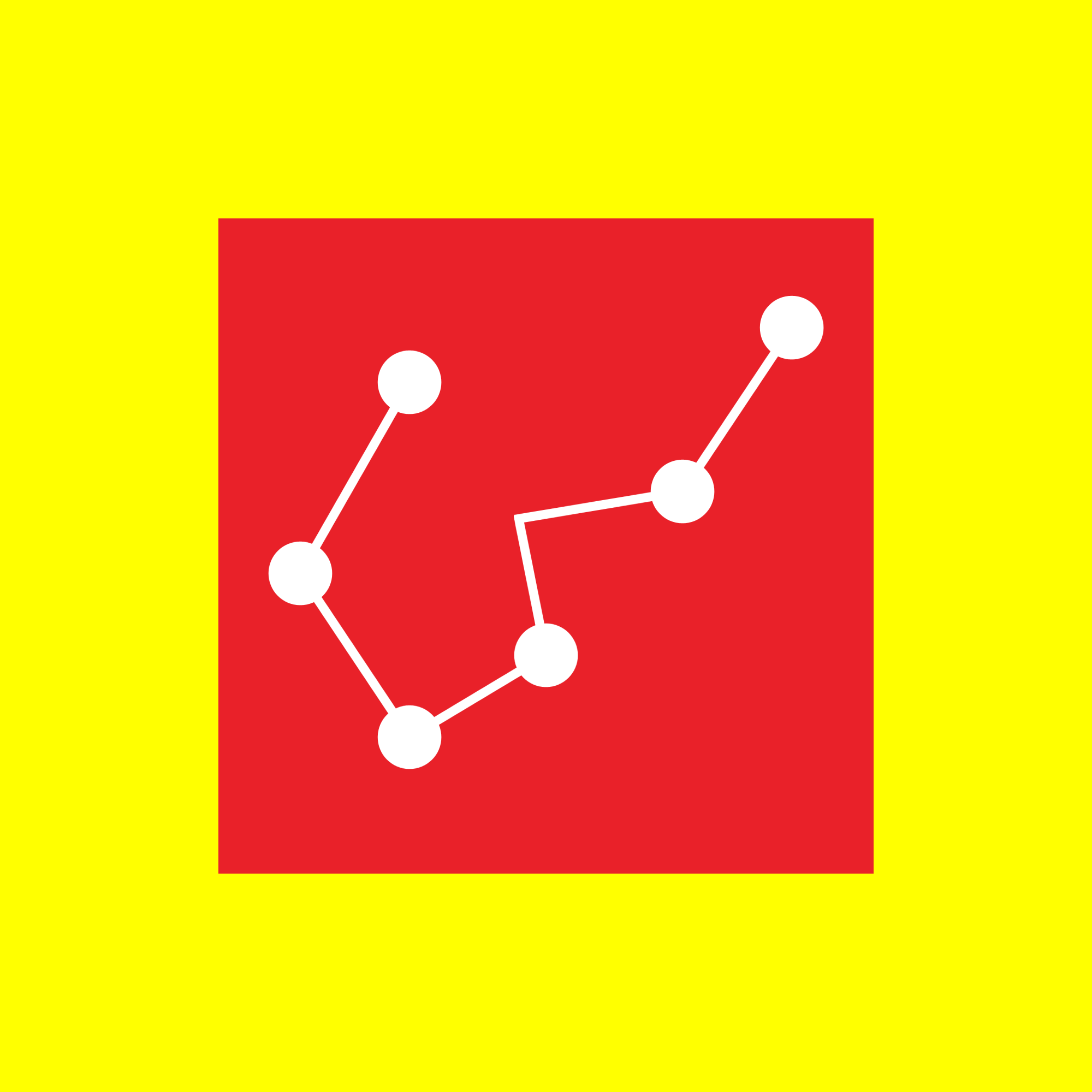
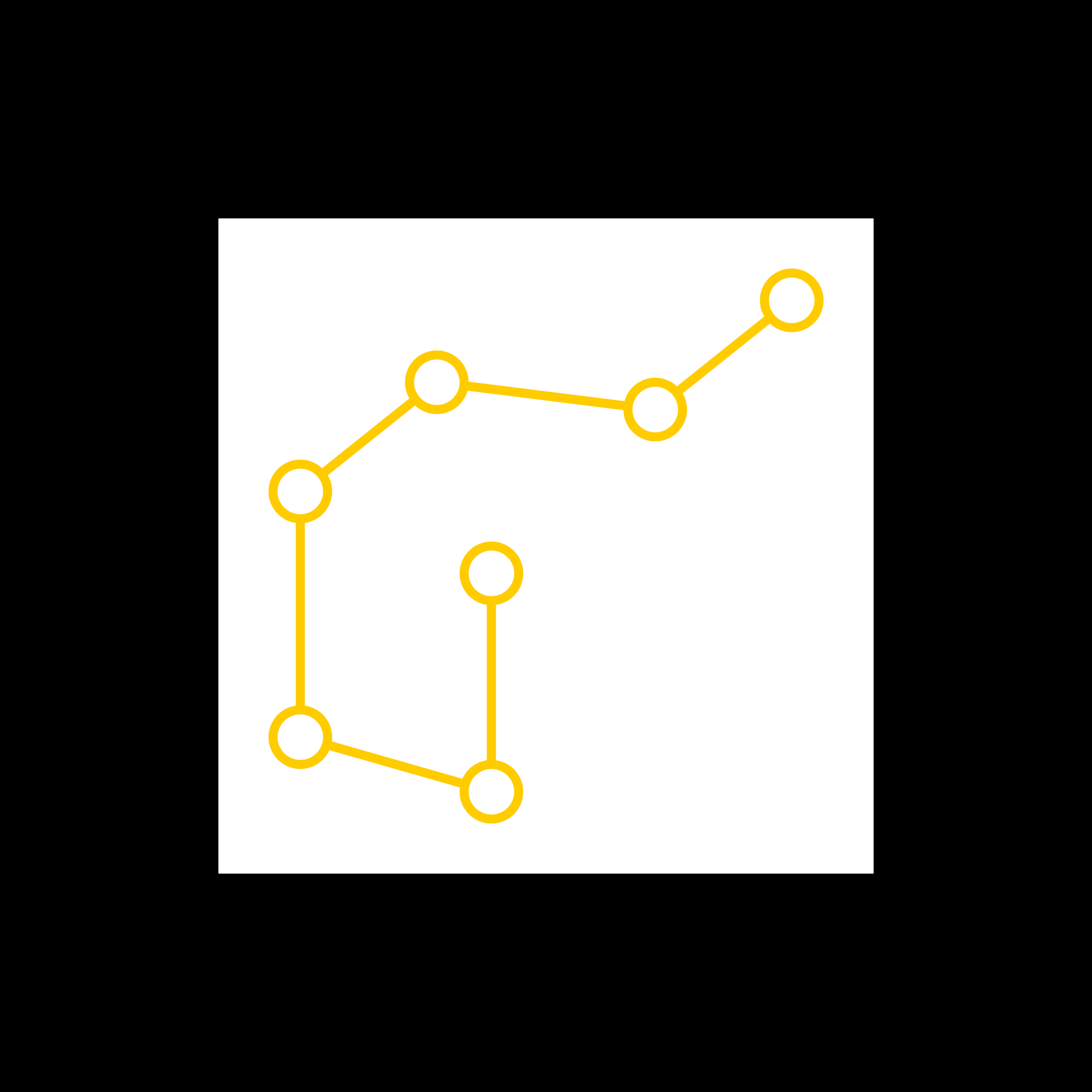
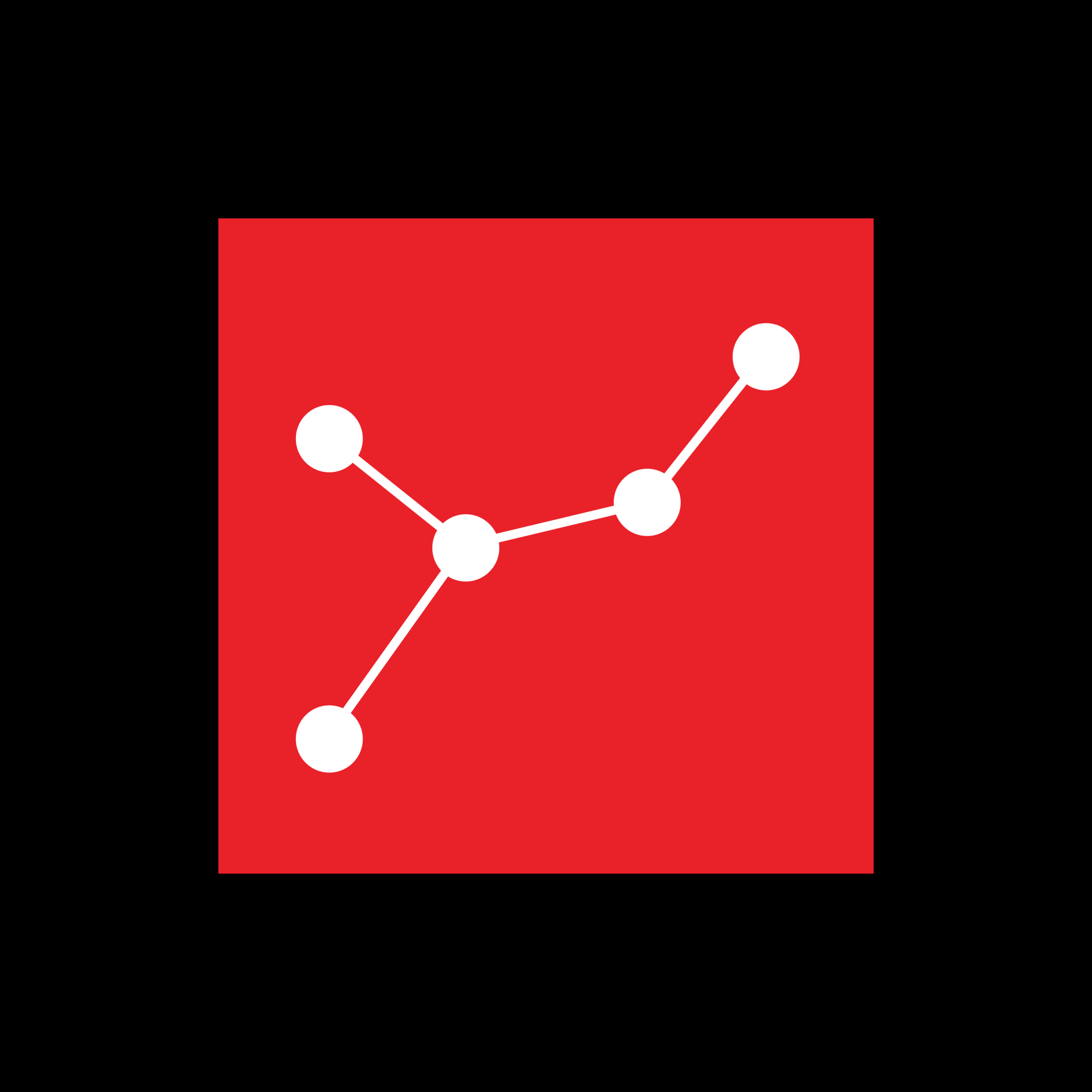

### Astérismes

#### Chariot de laGrande Ourse

Alaska
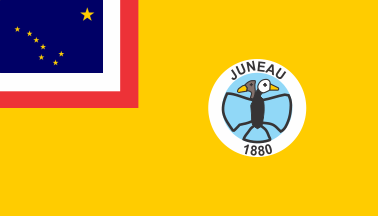
Drapeau de Juneau, Alaska (jusqu'en 1970)
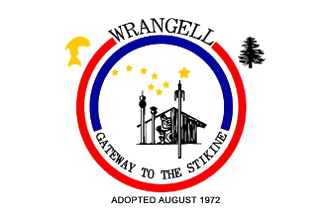
Drapeau de Wrangell, Alaska
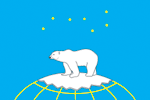
Drapeau de Dikson, Russie
Drapeau de Pyaozersky, Russie
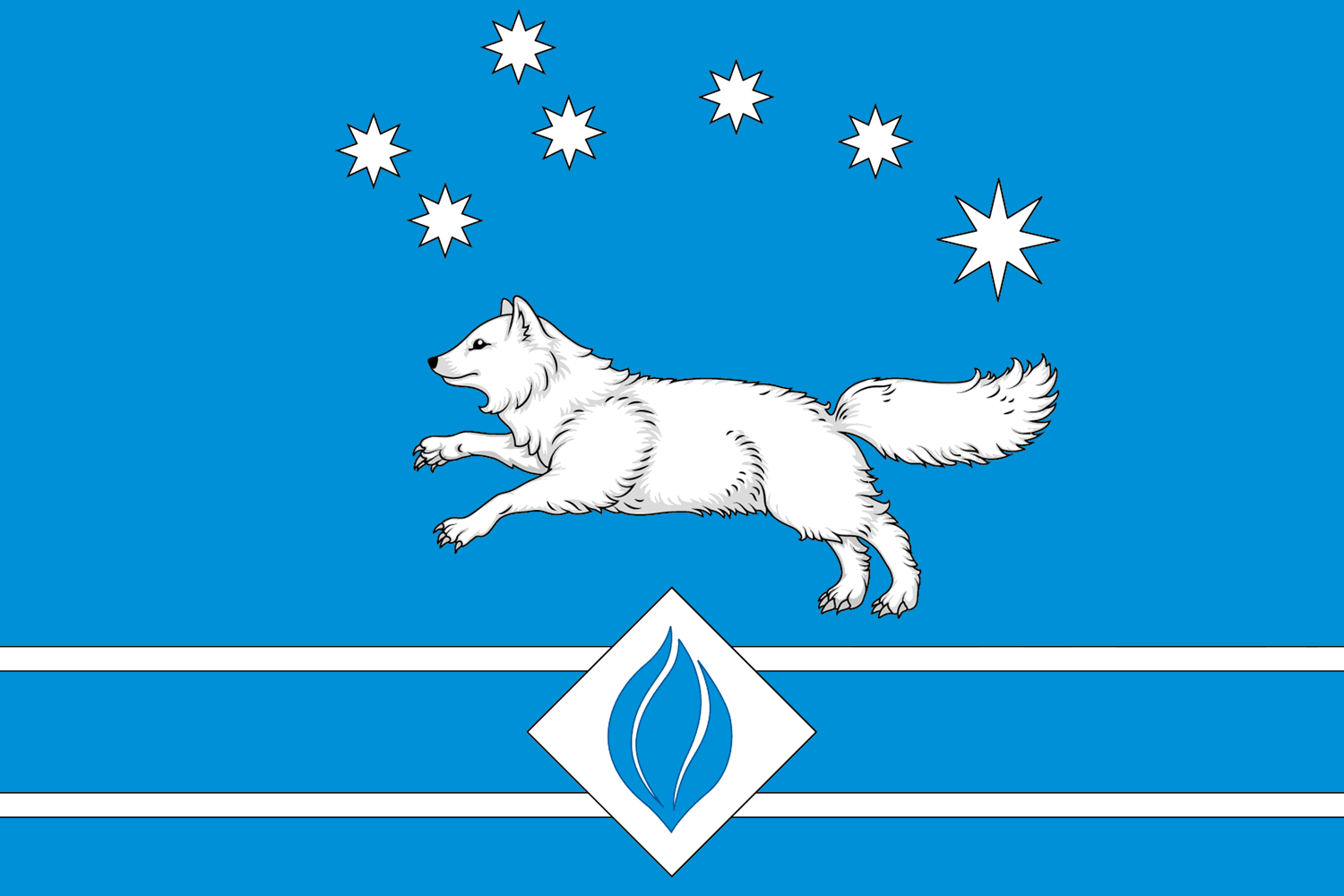
Drapeau de Zapolyarny, Russie
Drapeau de Zarhok, Tadjikistan
Home Rule Movement
Irish Citizen Army (1930)
Nation Cherokee
Cherokee Peace Flag
Proposition de drapeau du Canada en 1930
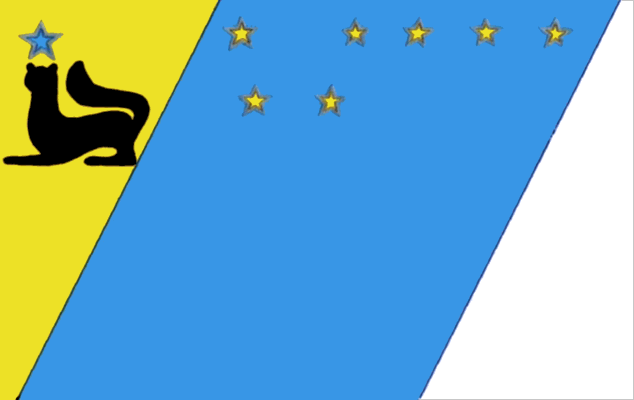
Drapeau du district de Tchedie-Kholski de 2001 à 2020
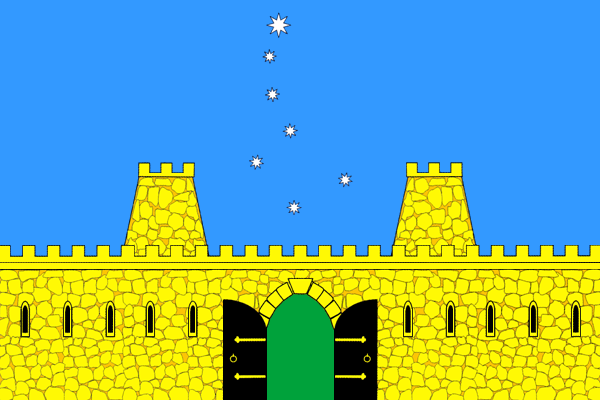
Drapeau du raïon de Starominskaïa
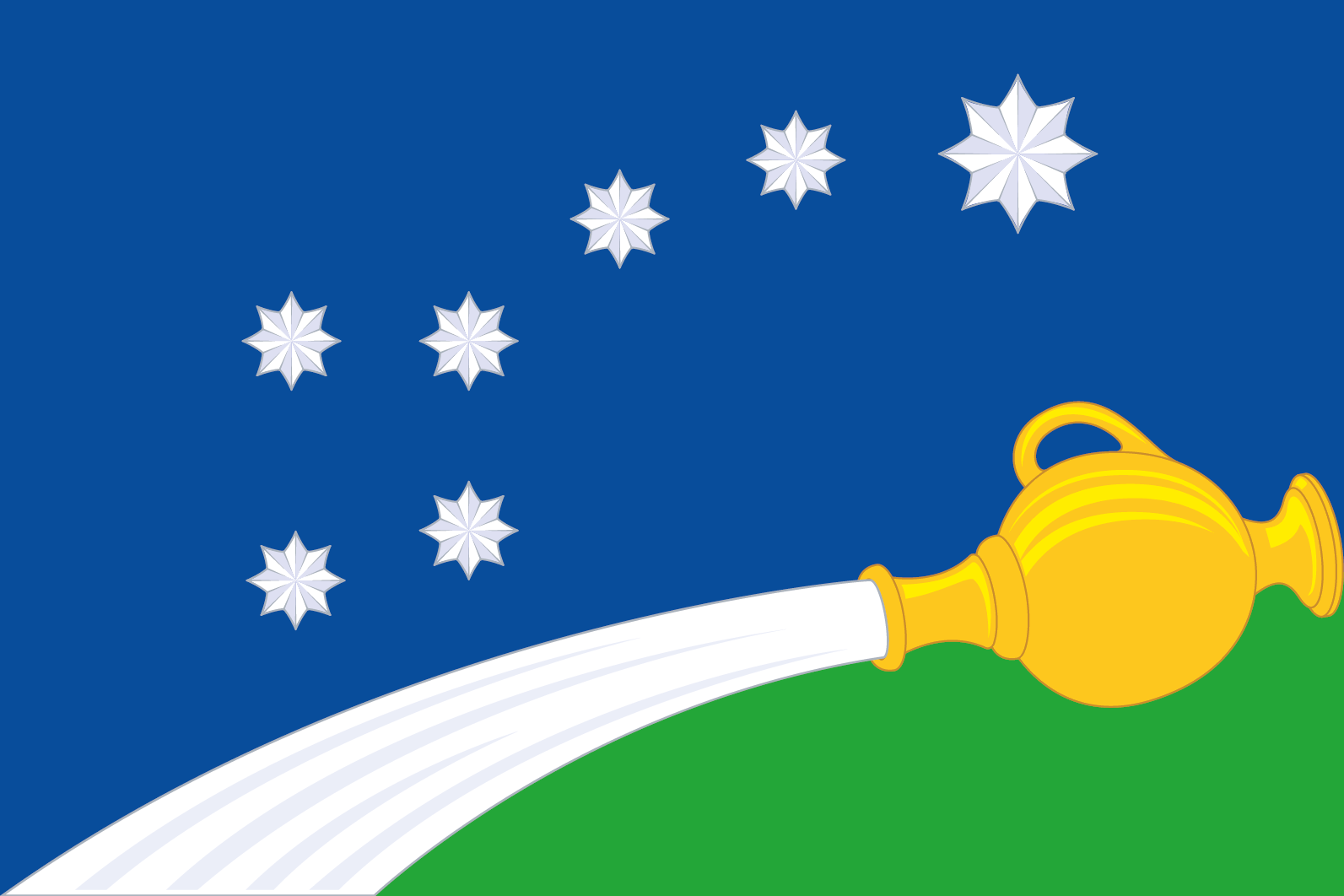
Drapeau du district de Severny
Drapeau du district de Severny de 2004 à 2020

### Amas stellaire

#### Pléiades

Durham, Caroline du Nord
Drapeau de la Communauté de Madrid

### Étoiles spécifiques

#### Soleil

Albuquerque, Nouveau-Mexique
Antigua-et-Barbuda
Argentine
Arizona
Bangladesh
Biafra
Colombie-Britannique
République de Chine
Colorado
Costa Rica
Denver
Donetsk
Évenkie
Guadeloupe
Ingouchie
Mongolie-Intérieure
Japon
Kazakhstan
Kiribati
Kurdistan
Kirghizistan
Macédoine grecque
Macédoine (1991-1995)
Macédoine (1995-)
Malawi
Malawi(2010-2012)
Moldavie
Mongolie
Mordovie, Russie
Namibie
Népal
Nouvelle-Calédonie (mouvement indépendantiste)
Nouveau-Mexique
Niger
Oudmourtie, Russie
Philippines
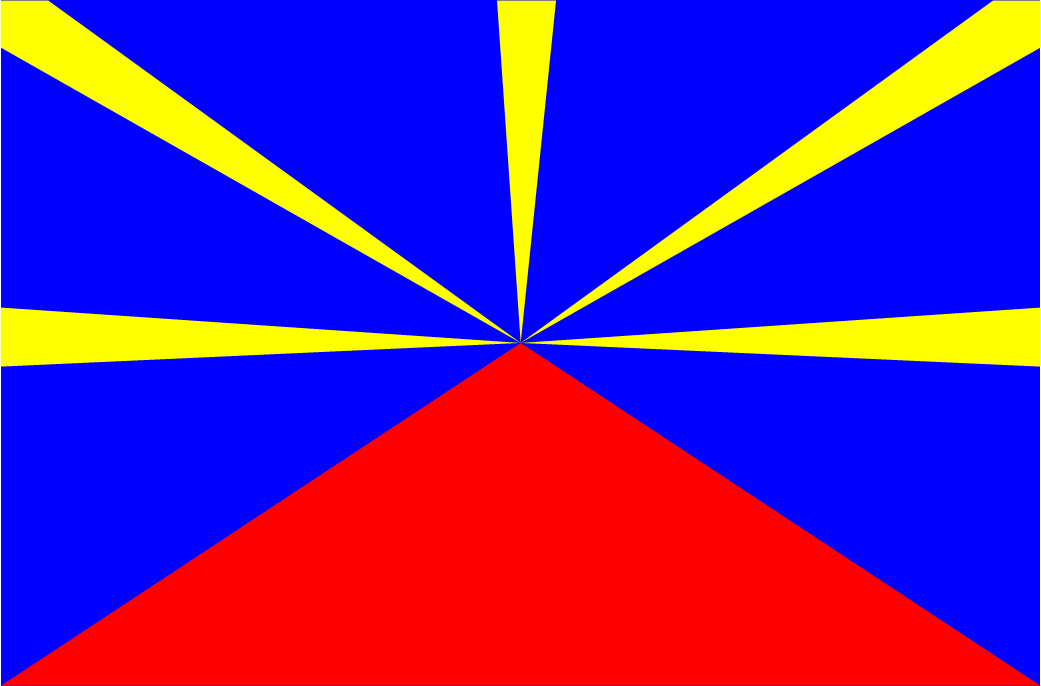
La Réunion  (proposé)
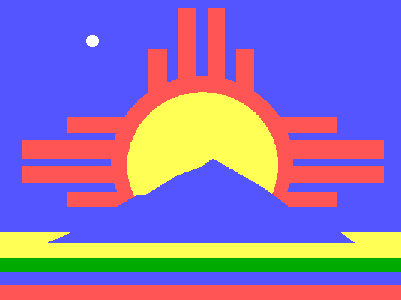
Roswell, Nouveau-Mexique
Rwanda
Drapeau sami
Sakha
Tibet
Tocantins
Uruguay

#### Autres étoiles

Alaska (αUrsae Minoris, l'étoile polaire et la constellation de la Grande Ourse)
Maranhão (Acrab)
Nagalim (étoile de Bethléem)
Nunavut (αUrsae Minoris, l'étoile polaire)
Pará (α Virginis - Spica)

## Lune

Laos
Mongolie
Palaos
Drapeau sami
Shan, Birmanie